# FC Südtirol
Der FC Südtirol ist ein 1995 gegründeter Fußballverein aus Südtirol. Er trägt seine Heimspiele in Bozen aus, sein Trainingszentrum liegt im benachbarten Eppan. Er ist der erfolgreichste Fußballverein der jüngeren Sportgeschichte Südtirols. Seit der Saison 2022/23 spielt der Verein in der italienischen Serie B, der 2. Profiliga Italiens.

## Geschichte

### 1974 bis 1995: SV Milland und die Anfänge des FC Südtirol
Der SV Milland wurde am 26. April 1974 in der gleichnamigen Brixner Fraktion gegründet. In der Saison 1977/78 nahm die Fußballsektion des Vereins erstmals an einer Meisterschaft, der dritten Amateurliga, teil. Ab der Saison 1980/81, nach einem Jahr Spielpause, konnte sich der Verein erneut steigern und stieg in der Saison 1990/91 erstmals in die regionale Oberliga auf. Am Ende der Saison 1994/95 musste der Verein als Tabellensechzehnter wieder in die Südtiroler Landesliga absteigen. Als SV Milland hat der Verein in dieser Zeit insgesamt 12 Jugendmeisterschaften gewonnen.
Im selben Jahr hat sich eine Unternehmergruppe dazu entschlossen, den Profifußball wieder nach Südtirol zurückzuholen. Der FC Südtirol sollte der Vorzeige-Fußballverein des Landes werden und so bald wie möglich in Profiligen vertreten sein.
Nachdem die Verhandlungen mit dem finanziell angeschlagenen FC Bozen, der als bis dahin letzter Verein in den frühen 1980ern im Profifußball vertreten war, gescheitert waren, wurde beschlossen, die Fußballsektion des ebenfalls finanziell havarierten SV Milland zu übernehmen.
Der Verein wurde zu FC Südtirol Alto Adige Calcio umbenannt und am 1. August 1995 erstmals vorgestellt. Als erster Präsident fungierte der Gsieser Architekt Hanns Huber.
Aus dem SV Milland wurde der ASV Milland, den es auch heute noch gibt. Die Kampfmannschaft des Vereins spielt mittlerweile wieder in der Südtiroler Landesliga.

### 1995 bis 2000: In den Amateurligen
In den ersten beiden Saisons dominierte der FC Südtirol die regionalen Fußballligen. Ohne eine einzige Niederlage stieg der Verein 1995/96 in die regionale Oberliga auf und von dort 1996/97 mit nur einer Niederlage direkt in den Campionate Nazionale Dilettanti, die heutige Serie D. Im Sommer 1997 übernahm der Grödner Bauunternehmer Leopold Goller das Präsidentenamt, nachdem es vereinsintern zu Turbulenzen gekommen war. In den Saisonen 1997/98 bis 1999/00 spielte der FC Südtirol in der Serie D und konnte sich auch in dieser Liga ständig steigern.
1999/00 gelang der Aufstieg in die damalige Serie C2. Der FC Südtirol wurde damit zur nördlichsten Profimannschaft Italiens.

### 2000 bis 2006: Erfolgreiche Jahre in der Serie C2
Der Aufstieg in die Serie C2 brachte einige Änderungen mit sich. Die Mannschaft spielte von nun an im Bozner Drususstadion, dem einzigen profitauglichen Stadion Südtirols, welches aus diesem Anlass im Jahr 2000 renoviert wurde. Auch die Büros des Vereins wurden nach Bozen verlegt, der offizielle Vereinssitz ist jedoch bis heute Brixen geblieben. Bedeutend ist auch die Umwandlung des Vereins in die Fußballclub Südtirol Ges.m.b.H.
In der ersten Saison in der Serie C2 wurde das Ziel, der Klassenerhalt, schnell erreicht. Aufgrund äußerst schwacher Darbietungen der Mannschaft nach Erreichen dieses Zieles wurde der Vertrag mit Aufstiegs-Trainer Giuseppe Sannino jedoch nicht verlängert.
In der Saison 2001/02 übernahm der ehemalige Profifußballer Attilio Tesser das Traineramt. Das von Präsident Goller gesteckte Ziel war von nun an das Erreichen eines Play-off-Platzes. Nach einigen Anlaufschwierigkeiten konnte die Mannschaft letztlich das Ziel erreichen, schied aber im Play-off-Halbfinale trotz zweier Unentschieden gegen den in der Tabelle besser platzierten Verein Brescello Calcio aus.
Nach dieser Saison verließen einige Stützen der Mannschaft, wie Torjäger Simone Motta oder Verteidiger Morris Molinari, den Verein. Präsident Goller gab jedoch erneut das Erreichen eines Play-off-Platzes für die Saison 2002/03 vor. Nach einer schwachen Hinrunde wurde der FC Südtirol zum besten Team der Rückrunde, war technisch wohl das stärkste aller Mitkonkurrenten, und zog letztlich wieder als Tabellen-Dritter ins Aufstiegs-Play-off ein.
Im Hinspiel auswärts gegen die AC Mantova verlor der FC Südtirol knapp mit 1:2. Das Rückspiel musste aus Sicherheitsgründen in Treviso austragen werden, Mantova wurde mit 2:0 besiegt, und der FC Südtirol stand erstmals in der Vereinsgeschichte im Finale des Play-offs. Hier scheiterte das Team mit zwei torlosen Unentschieden an Novara Calcio, welches in der Tabelle besser platziert war.
Wieder wurden einige wichtige Mannschaftsstützen abgegeben, wie Giampietro Zecchin oder Alessandro Noselli, und auch Trainer Attilio Tesser, der zur US Triestina wechselte. Das Traineramt übernahm in der folgenden Saison, 2003/04, Bruno Tedino. Er konnte die Mannschaft zwar wieder an die Spitze der Meisterschaft führen, wurde aber am Ende der Saison, aufgrund eines Leistungseinbruchs der Mannschaft, entlassen. In den Play-offs wurde die Mannschaft von Fabio Sala und Alfredo Sebastiani betreut. Wiederum konnte die Mannschaft ins Finale einziehen, scheiterte dort jedoch nach zwei Niederlagen an der US Cremonese.
Wie üblich verließen vor der Saison 2004/05 wieder einige wichtige Spieler den Verein, wie Gianfranco Nardi oder Carlo Gervasoni. Das Traineramt übernahm Claudio Terzulli, der jedoch im November aufgrund schlechter Resultate wieder entlassen wurde. Die Jugendtrainer Fabio Sala und Carlo Odorizzi übernahmen das Ruder und führten die Mannschaft auf Platz 8. In dieser Saison machte sich erstmals die hervorragende Jugendarbeit des Vereins bemerkbar: Michael Cia, Manuel Scavone, Michael Bacher und Hannes Kiem gehörten von nun an zur ersten Mannschaft.
In der Saison 2005/06 übernahm der ehemalige Profifußballer Marco Baroni das Traineramt und führte die Mannschaft wieder ins Aufstiegs-Play-off. Dort scheiterte der FC Südtirol im Halbfinale an der ASD Montalto Ivrea. Am Ende dieser Saison übergab Leopold Goller das Präsidentenamt an Werner Seeber.

### 2006 bis 2009: Schwerpunkt Jugendarbeit

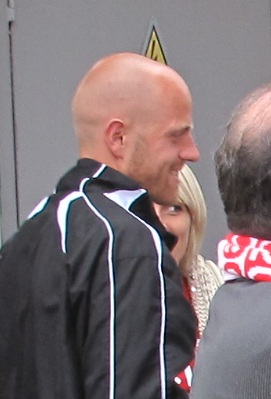
Hans-Rudi Brugger, langjähriger Kapitän und Rekordspieler des FC Südtirol

Nach den mehrfachen erfolglosen Aufstiegsversuchen war der Verein finanziell angeschlagen. Der neu gewählte Vorstand setzte von nun an schwerpunktmäßig auf die eigene Jugend. Mit stark reduzierten Spielergehältern und einem jungen Kader war seitdem nicht mehr der Aufstieg, sondern ein vorzeitig gesicherter Klassenerhalt primäres Saisonziel. Außerdem wurde der AFC Südtirol gegründet, welcher den FC Südtirol in der Jugendtätigkeit unterstützt.
In der Saison 2006/07 übernahm Aldo Firicano das Traineramt. Die Saison begann trotz Sieges gleich mit einer Niederlage auf dem grünen Tisch. Versehentlich wurde ein aus der vergangenen Saison gesperrter Spieler eingesetzt. Nach Ende der Hinrunde befand sich die Mannschaft dennoch auf Platz 3. In der Rückrunde konnte der Verein jedoch nicht mehr an die guten Leistungen anknüpfen und schloss die Meisterschaft auf Rang sieben ab. Mit Michael Cia wechselte im Sommer erstmals ein Spieler aus der eigenen Jugend direkt in die Serie A zu Atalanta Bergamo.
Im Sommer 2007 wurde dem Verein fast eine Teilnahme an der nächsten Meisterschaft verwehrt, weil der offizielle Vereinssitz immer noch in Brixen war, und daher, laut Verband, die Heimspiele in Brixen ausgetragen werden müssten. Aus diesem Grund wurde auch eine Fusion mit dem FC Bozen 1996 vorgeschlagen, was aber nicht realisiert wurde. Der Verein durfte letztlich doch an der Meisterschaft 2007/08, weil vom Verband eine Sondergenehmigung erteilt wurde, welche bis heute noch gilt. Diese Saison, immer noch unter der Führung von Trainer Aldo Firicano, schloss der Verein mit dem Klassenerhalt durch einen Heimsieg gegen Pro Vercelli am letzten Spieltag ab.
In der Saison 2008/09 übernahm Maurizio D’Angelo das Traineramt. Bereits Ende Oktober wurde er aufgrund schwacher Leistungen durch Marco Alessandrini ersetzt, doch auch unter ihm wurden die Ergebnisse nicht besser. Am letzten Spieltag der Saison verlor der FC Südtirol auswärts gegen Alghero Calcio, weswegen Alessandrini sein Amt niederlegte. Der Jugendtrainer Alfredo Sebastiani übernahm die Mannschaft im Abstiegs-Playout und schaffte gegen Valenzana Calcio den Klassenerhalt.
Am 11. Juni 2009, wenige Tage nach dem entscheidenden Playout-Heimsieg, verstarb der ehemalige Präsident Leopold Goller mit nur 56 Jahren nach kurzer, schwerer Krankheit.

### 2009 bis 2022
Bereits vor Ende der Saison 2008/09 übernahm Walter Baumgartner das Präsidentenamt. Als neues Leitbild wurde die „Vision 2015“ vorgestellt. Die darin enthaltenen Ziele sind u. a. der Aufstieg in die Serie B bis 2015 und der Stadionbau in Leifers.
Im Sommer 2009 wurde die Mannschaft komplett umgekrempelt, wobei vor allem viele eigene Jugendspieler berücksichtigt wurden und auf eine starke Verteidigung gesetzt wurde. Als Trainer wurde Alfredo Sebastiani bestätigt.
Der FC Südtirol wurde im Laufe der Saison 2009/10 zum Team mit der stärksten Verteidigung und erreichte drei Spieltage vor Saisonsende die Tabellenführung. Diese konnte die Mannschaft in den direkten Vergleichen mit einem Unentschieden gegen Aufstiegsfavoriten AC Spezia und einem Sieg in Unterzahl auswärts gegen die AC Pavia erfolgreich verteidigen.
Am letzten Spieltag besiegte der FC Südtirol Valenzana Calcio mit 1:0 durch einen Treffer von Mattia Marchi und stieg somit als Tabellenerster in die Lega Pro Prima Divisione auf. Sportlich gesehen war der FC Südtirol nunmehr der beste Verein der Region Trentino-Südtirol und nahm diesen Titel der AC Mezzocorona ab.
Die Saison 2010/11 wurde auf dem 17. und somit zweitletzten Tabellenplatz beendet. Die Südtiroler mussten in den Play-outs gegen Ravenna Calcio antreten und siegten im Hinspiel mit 1:0. Das Rückspiel endete durch einen Gegentreffer in der 96. Minute mit einer 1:2-Niederlage. Torhüter Davide Zomer wurde in der Nachspielzeit nach einer Tätlichkeit vom Platz gestellt und es wurde ein Elfmeter für Ravenna zugesprochen. Verteidiger Pietro Cascone stellte sich zwischen die Pfosten, allerdings gelang es ihm nicht den Gegentreffer zu verhindern. Nach Aufdecken eines italienischen Wettskandals wurden im August 2011 die Urteile verkündet und die Ligakonkurrenten Ravenna Calcio und US Alessandria Calcio zum Zwangsabstieg verurteilt. Der FC Südtirol wurde erneut in die dritte Liga eingestuft.
In der Saison 2012/13 führte Trainer Stefano Vecchi bis in die Play-offs um den Aufstieg in die Serie B.
In der Saison 2013/14 wurde der Trainer Lorenzo D’Anna nach fünf Spielen, in denen der FC Südtirol auf gerade mal fünf Punkte kam, entlassen und Claudio Rastelli eingestellt. Die Leistungen der Hinrunde blieben durchwachsen, während das Team in der Rückrunde 30 Punkte in 15 Spielen holte. In den Play-off-Spielen besiegte der FC Südtirol zuerst Como im K.-o.-Spiel nach Elfmeterschießen und daraufhin Cremonese. Im Play-off-Finale scheiterte das Team an der Pro Vercelli.
Der Meisterschaftsbeginn der Saison 2014/15 war von unzureichenden Leistungen geprägt, sodass Adolfo Sormani den Trainerposten von Claudio Rastelli übernahm. Mit ihm kam der Umschwung, und der FC Südtirol holte in 12 Spielen 27 Punkte. Doch der Aufwärtstrend hielt nur kurze Zeit an, und es folgte eine weitere schwierige Phase für den FC Südtirol. Die Folge war die Entlassung von Sormani und die Rückkehr von Giovanni Stroppa. Schlussendlich klassifizierte sich der FCS auf dem zehnten Tabellenplatz. Mit 16 Toren wurde Manuel Fischnaller zum Torschützenkönig der Liga gewählt.
Für die Saison 2015/16 wurde Giovanni Stroppa auf der Trainerbank der Weißroten bestätigt. Auf einen holprigen Start in die Meisterschaft hat die Mannschaft stark reagiert. Ab dem zehnten Spieltag hatte der FCS einen positiven Trend, welcher es den Weißroten erlaubte, die Hinrunde am 4. Tabellenplatz abzuschließen. Die Resultate des ersten Halbjahres konnten in der Rückrunde nicht wiederholt werden und so beendete der FC Südtirol die Meisterschaft auf dem zehnten Tabellenplatz.
Die Geschicke der Südtiroler Mannschaft für die Saison 2016/17 wurden Coach William Viali anvertraut. Da die Ergebnisse auf dem Platz nicht den Erwartungen gerecht wurden, musste Trainer Viali Mitte März seinen Posten räumen. Als Ersatz wurde Alberto Colombo eingestellt, welcher die Mannschaft, ohne den Weg der Play-out gehen zu müssen, zum Klassenerhalt führte. Am Ende der Saison belegte der FC Südtirol den 12. Tabellenplatz. Am Ende der Saison 2017/18 erreichte man den 2. Tabellenplatz in der Gruppe B der Serie C. Dieser Platz berechtigt zur Teilnahme an den Aufstiegsspielen zur Serie B.
In der Saison 2021/22 übernahm Gerhard Comper das Präsidentenamt und Ivan Javorcic das Traineramt. Der FC Südtirol sicherte sich durch einen 2:0-Sieg gegen die US Triestina am letzten Spieltag die Meisterschaft in der Serie C/A.

### Serie B
Zur Saison 2022/23 spielte der Verein erstmals in seiner Vereinsgeschichte in der Serie B, der zweithöchsten Profiliga Italiens. Zu Beginn der Saison wird Lamberto Zauli zum Trainer ernannt. Allerdings wird er bereits während der Vorbereitungsphase aufgrund der schwachen Leistung der Mannschaft entlassen, nachdem sie aus dem Italienischen Pokal ausgeschieden ist und in den Freundschaftsspielen wenig überzeugte. Sein Assistent Leandro Greco übernimmt daraufhin, doch der Südtirol verliert die ersten drei Spiele der Saison. Daraufhin wird der erfahrene Trainer Pierpaolo Bisoli engagiert, der das Team wieder auf Kurs bringt und es auf den sechsten Platz in der Meisterschaft führt. Die Mannschaft nimmt auch an den Playoffs für den Aufstieg in die Serie A teil (scheidet im Halbfinale gegen Bari aus).
Pierpaolo Bisoli wurde als Trainer des FC Südtirol auch für die Saison 2023/24 bestätigt und verlängerte seinen Vertrag bis 2025. Nach einem guten Start in die neue Saison geriet die Mannschaft ins Straucheln und war im Dezember nur einen Punkt von der Playout-Zone entfernt. Der Verein beschloss, Bisoli zu entlassen und ernannte Federico Valente, der bis zu diesem Zeitpunkt die Primavera-Mannschaft trainierte, zum neuen Cheftrainer. Die Hinrunde wurde auf dem 15. Tabellenplatz beendet. Auch dank einiger Neuzugänge im Winter (unter anderem kamen Jasmin Kurtić, Filippo Scaglia und Tommaso Arrigoni), konnte sich der FC Südtirol in der zweiten Saisonhälfte im mittleren Tabellenbereich platzieren. Am 1. Mai 2024 schaffte die Mannschaft nach dem 4:3-Heimsieg gegen Ternana Calcio den Klassenerhalt. Der FC Südtirol beendete die Saison auf dem 12. Tabellenplatz.
Vom 4. November bis 7. Dezember 2024 trainierte Marco Zaffaroni die Mannschaft, am 8. Dezember wurde Fabrizio Castori als neuer Cheftrainer vorgestellt. Durch ein 3:3 gegen den Pisa SC gelang am vorletzten Spieltag der Klassenerhalt. Die Saison 2024/25 wurde auf dem 10. Tabellenplatz beendet.

## Tabellenplatzentwicklung
| Saison  | Liga                                                | Platz | Tore  | Punkte | Besonderes |
| ------- | --------------------------------------------------- | ----- | ----- | ------ | --- |
| 1995/96 | Landesliga Südtirol (Promozione, 7. Liga)           | 1     | 74:9  | 82     | Direkter Aufstieg in die Oberliga Trentino-Südtirol (Eccellenza).                                                                                            |
| 1996/97 | Oberliga Trentino-Südtirol (Eccellenza, 6. Liga)    | 1     | 44:17 | 61     | Direkter Aufstieg in die CND. |
| 1997/98 | Campionato Nazionale Dilettanti, Gruppe C (5. Liga) | 12    | 26:36 | 40     | |
| 1998/99 | Campionato Nazionale Dilettanti, Gruppe C (5. Liga) | 7     | 27:31 | 47     | |
| 1999/00 | Campionato Nazionale Dilettanti, Gruppe C (5. Liga) | 1     | 56:26 | 70     | Direkter Aufstieg in die Serie C2. |
| 2000/01 | Serie C2, Gruppe A (4. Liga)                        | 11    | 45:53 | 43     | |
| 2001/02 | Serie C2, Gruppe B (4. Liga)                        | 4     | 54:36 | 62     | Verliert das Halbfinale des Aufstiegs-Play-offs gegen Brescello Calcio (1:1, 1:1).                                                                           |
| 2002/03 | Serie C2, Gruppe A (4. Liga)                        | 3     | 50:27 | 57     | Gewinnt das Halbfinale des Aufstiegs-Play-offs gegen die AC Mantova (1:2, 2:0). Verliert das Finale des Aufstiegs-Play-offs gegen Novara Calcio (0:0, 0:0).  |
| 2003/04 | Serie C2, Gruppe A (4. Liga)                        | 3     | 40:22 | 58     | Gewinnt das Halbfinale des Aufstiegs-Play-offs gegen Valenzana Calcio (1:0, 0:0). Verliert das Finale des Aufstiegs-Play-offs gegen US Cremonese (1:2, 1:2). |
| 2004/05 | Serie C2, Gruppe A (4. Liga)                        | 8     | 42:30 | 48     | |
| 2005/06 | Serie C2, Gruppe A (4. Liga)                        | 4     | 36:27 | 55     | Verliert das Halbfinale des Aufstiegs-Play-offs gegen die ASD Montalto Ivrea (1:1, 1:1).                                                                     |
| 2006/07 | Serie C2, Gruppe A (4. Liga)                        | 7     | 37:33 | 49     | |
| 2007/08 | Serie C2, Gruppe A (4. Liga)                        | 12    | 34:33 | 44     | |
| 2008/09 | Lega Pro Seconda Divisione, Gruppe A (4. Liga)      | 15    | 31:40 | 36     | Gewinnt das Abstiegs-Playout gegen Valenzana Calcio (2:2, 2:0).                                                                                              |
| 2009/10 | Lega Pro Seconda Divisione, Gruppe A (4. Liga)      | 1     | 33:23 | 63     | Direkter Aufstieg in die Lega Pro Prima Divisione. |
| 2010/11 | Lega Pro Prima Divisione, Gruppe A (3. Liga)        | 17    | 28:43 | 32     | Niederlage in den Play-outs gegen Ravenna Calcio (1:0, 1:2). Nach Zwangsabstieg von Ravenna erneut in die dritte Liga eingestuft.                            |
| 2011/12 | Lega Pro Prima Divisione, Gruppe B (3. Liga)        | 7     | 39:34 | 46     | |
| 2012/13 | Lega Pro Prima Divisione, Gruppe A (3. Liga)        | 4     | 43:33 | 50     | Scheitert im Halbfinale der Play-offs |
| 2013/14 | Lega Pro Prima Divisione, Gruppe A (3. Liga)        | 3     | 45:38 | 49     | Scheitert im Finale der Play-offs |
| 2014/15 | Lega Pro, Gruppe A (3. Liga)                        | 10    | 40:41 | 47     | |
| 2015/16 | Lega Pro, Gruppe A (3. Liga)                        | 10    | 34:38 | 44     | |
| 2016/17 | Lega Pro, Gruppe B (3. Liga)                        | 12    | 33:40 | 47     | |
| 2017/18 | Serie C, Gruppe B (3. Liga)                         | 2     | 37:28 | 55     | Teilnahme an den Play-off-Spielen um den Aufstieg in die Serie B.                                                                                            |
| 2018/19 | Serie C, Gruppe B (3. Liga)                         | 6     | 42:33 | 55     | Teilnahme an den Play-off-Spielen um den Aufstieg in die Serie B.                                                                                            |
| 2019/20 | Serie C, Gruppe B (3. Liga)                         | 4     | 43:24 | 48     | Teilnahme an den Play-off-Spielen um den Aufstieg in die Serie B.                                                                                            |
| 2020/21 | Serie C, Gruppe B (3. Liga)                         | 3     | 66:29 | 75     | Teilnahme an den Play-off-Spielen um den Aufstieg in die Serie B.                                                                                            |
| 2021/22 | Serie C, Gruppe A (3. Liga)                         | 1     | 49:9  | 90     | Direkter Aufstieg in die Serie B. |
| 2022/23 | Serie B (2. Liga)                                   | 6     | 38:34 | 58     | Teilnahme an den Play-off-Spielen um den Aufstieg in die Serie A.                                                                                            |
| 2023/24 | Serie B (2. Liga)                                   | 12    | 46:48 | 47     | |
| 2024/25 | Serie B (2. Liga)                                   | 10    | 50:57 | 46     | |

## Ehemalige Spieler
| - Michael Agazzi - Thomas Bachlechner (122 Spiele / 34 Tore) - Cristian Bertani - Massimiliano Caputo - Michael Cia - Joachim Degasperi - Carlo Gervasoni - Andrea Guerra - Luca Lomi - Manuel Mancini - Simone Motta | - Gianfranco Nardi - Alessandro Noselli - Manuel Scavone - Arnold Schwellensattl - Andrea Seculin - Alessio Sestu - Giampietro Zecchin - Manuel Fischnaller - Omar El Kaddouri - Luca Mazzitelli |  |

## Ehemalige Trainer

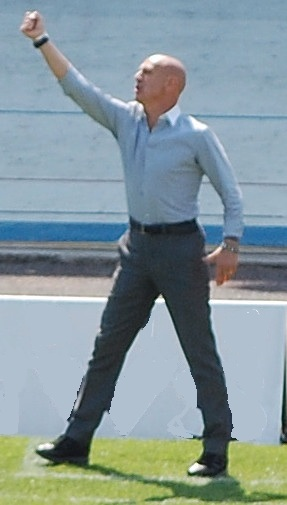
Giuseppe Sannino

- Marco Baroni
- Lorenzo D’Anna
- Giuseppe Sannino
- Alfredo Sebastiani
- Adolfo Sormani
- Giovanni Stroppa
- Attilio Tesser
- Paolo Zanetti
- Stefano Vecchi

## Vereinsfarben und -wappen

### Vereinsfarben
Die Vereinsfarben des Klubs sind weiß und rot. Sie repräsentieren die Verbundenheit des Fußballklubs zum Land Südtirol und der Stadt Bozen. Traditionell spielt der FC Südtirol in weißen Heimtrikots. Die Auswärtstrikots sind meistens rot, können aber, wie in der Saison 2017/18, auch schwarz sein.

### Vereinswappen
Das Vereinswappen ist ein kreisförmiges Logo mit einem weiß-roten Rautenmuster, das ein Fußballtornetz stilisiert, und einem Fußball im Inneren. Eingekreist wird das Muster mit dem Schriftzug FC Südtirol und Bolzano • Bozen.
Das aktuelle Wappen ist eine leicht überarbeitete Version des alten Wappens, das seit 2001 bis 2016 verwendet wurde. So wurde das Rautenmuster leicht verändert und der italienische Schriftzug Alto Adige entfernt. Hinzugefügt wurde stattdessen Bolzano • Bozen, um damit den Sitz des Vereins und die Nähe zur Landeshauptstadt zu verdeutlichen. Zudem wurde der rote Farbton leicht abgedunkelt.

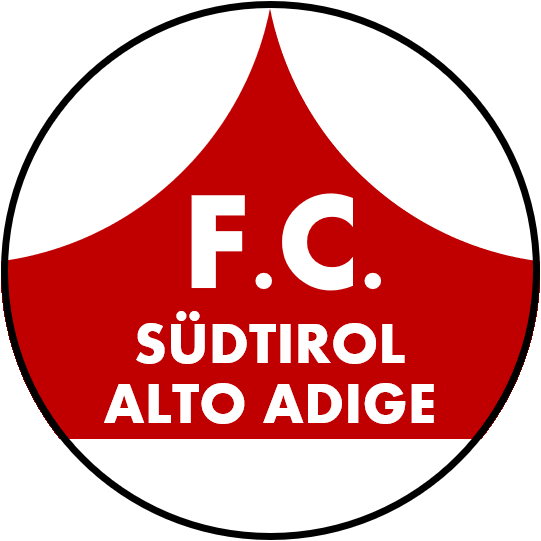
1995–1997
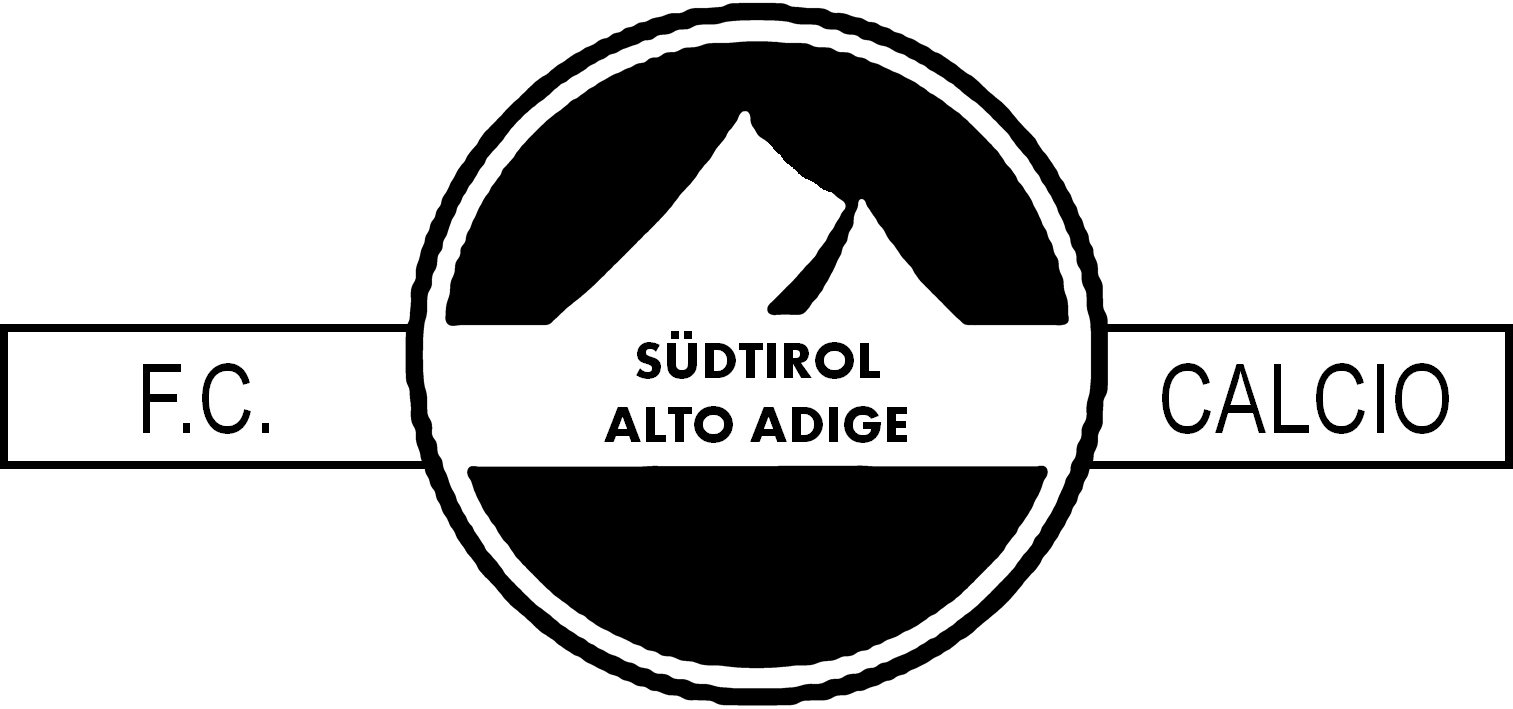
1995–1997
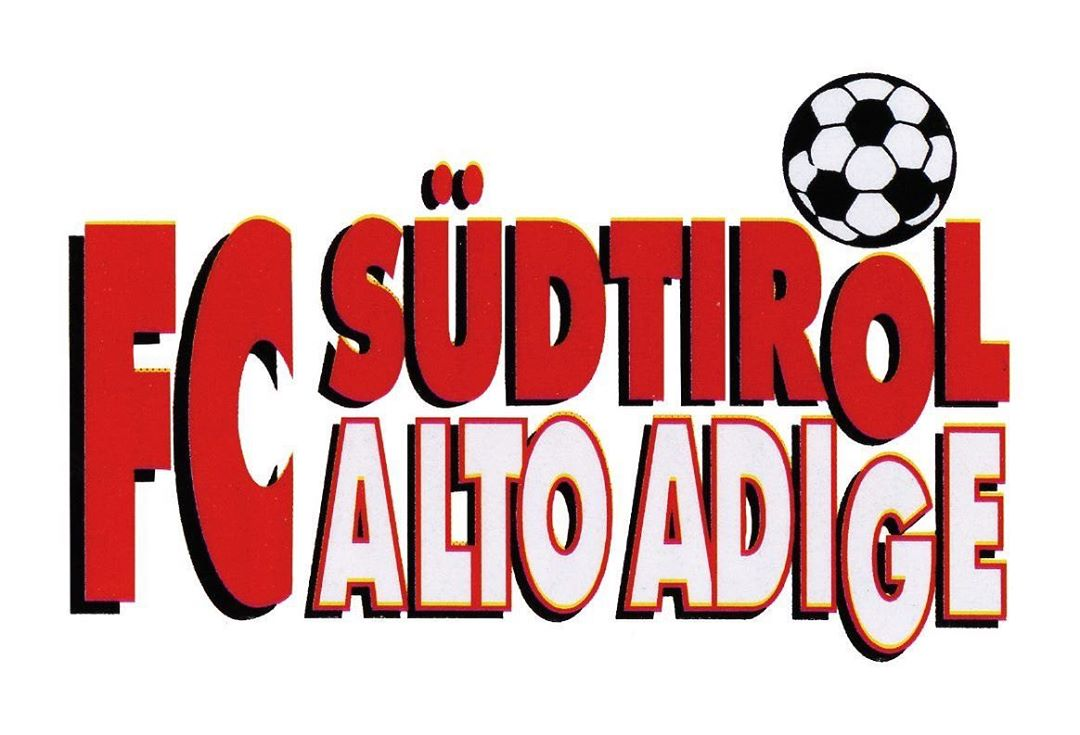
1997–2002
2002–2016
Seit 2016

## Stadion und Infrastruktur

### Stadion

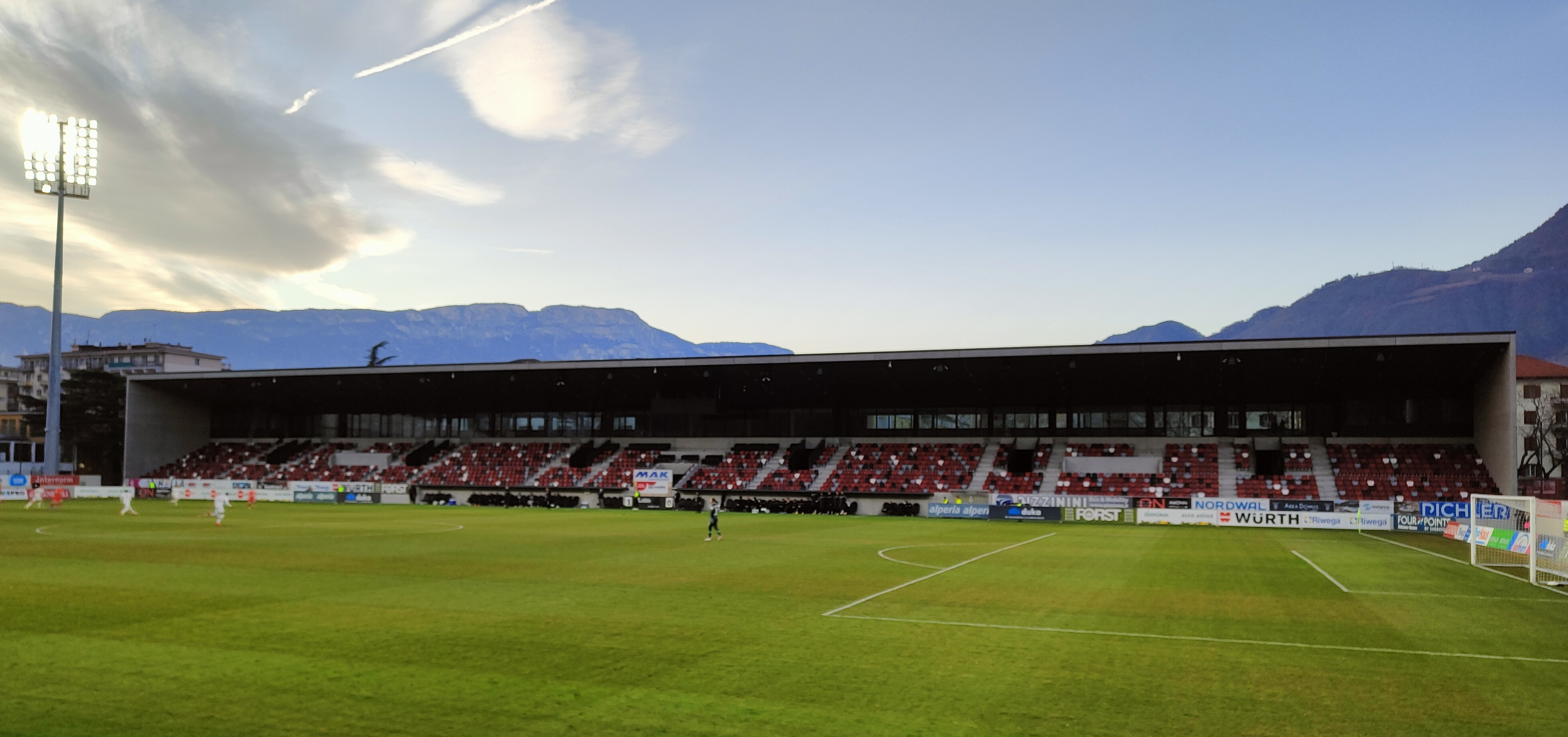
Drusus-Stadion in Bozen nach dem Umbau

Von 1995 bis 2000 spielte der FC Südtirol in Brixen und in Tramin. Seit dem Aufstieg in die Serie C2 bestreitet der Verein seine Spiele im Drusus-Stadion von Bozen, weil es das einzige für Profiligen zugelassene Stadion in Südtirol ist. Benannt wurde das Stadion nach dem römische Feldherrn Nero Claudius Drusus. Das im Jahre 1936 errichtete Stadion hatte ursprünglich ein Fassungsvermögen von 3000 Zuschauern und ist im Besitz der Gemeinde Bozen. Alle Zuschauerplätze sind überdacht. Das Stadion wurde aufgrund des professionellen Spielbetriebes des Vereins im Jahre 2000 renoviert.
Am 15. April 2019 wurde der Grundstein für den Umbau des Drusus-Stadions gelegt. Im Jahre 2022 wurde die Modernisierung des Stadions abgeschlossen. Die Kapazität der Spielstätte wurde damit von 3000 Zuschauern auf 5000 Zuschauer erweitert. Zusätzlich wurde für den Fall eines Aufstiegs in die italienische Serie B eine Erhöhung des Fassungsvermögens auf 10.000 Zuschauer mit einberechnet. Das Stadion wurde in ein reines Fußballstadion umgewandelt, die ehemalige Leichtathletikanlage entfernt. Da ein Teil der Tribünen „Zanvettor“ und „Canazza“ denkmalgeschützt ist, wurde die historische Fassade der Haupttribüne in den Umbau integriert. Des Weiteren wurden V.I.P.-Logen, ein Restaurant und ein Fanshop im neuen Stadion eingerichtet.

### Trainingszentrum

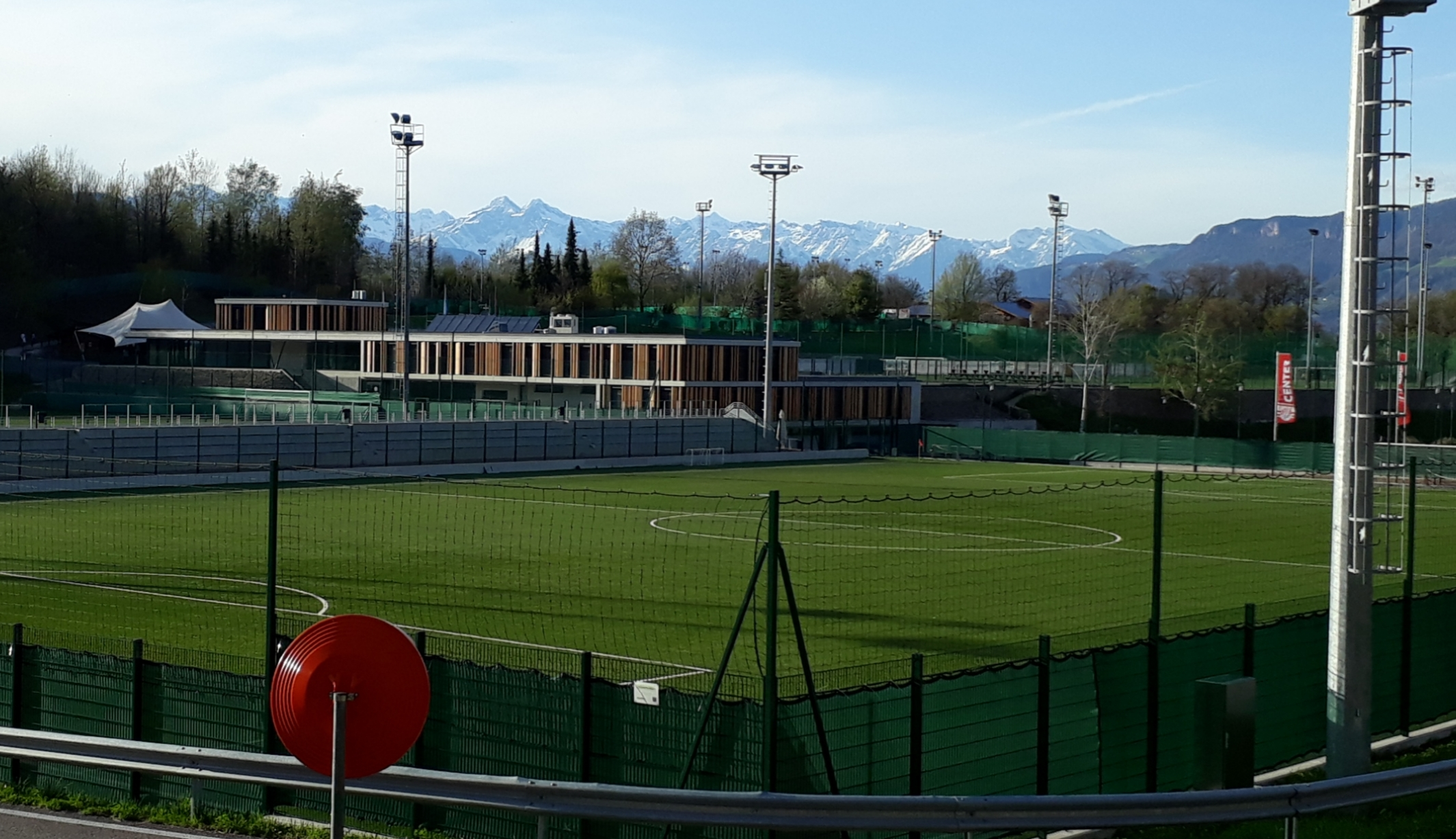
Das FCS Center in Eppan bei Bozen

Das Anfang 2018 fertiggestellte FC Südtirol-Trainingszentrum befindet sich in der Sportzone Rungg in der Gemeinde Eppan an der Weinstraße und ist in den Montiggler Wald eingebettet. Das Trainingszentrum bietet 2 Naturrasenplätze, 2 Kunstrasenplätze und einen weiteren kleinen Kunstrasenplatz. Das Dienstleistungszentrum wurde 2018 errichtet und stellt dem Verein Büroräumlichkeiten, Sitzungsräume, einen Versammlungssaal, mehrere Umkleidekabinen, einen Fitnessbereich inklusive medizinische Abteilung, einen FC Südtirol-Fanshop, eine Bar und ein Restaurant zur Verfügung. An den Wochenenden werden im Zentrum auch die Meisterschaftsspiele der nationalen Jugendmannschaften ausgetragen. Die Vorbereitung der deutschen Fußballnationalmannschaft für die Fußballweltmeisterschaft 2018 in Russland wurde im FCS Center in Eppan durchgeführt. Zum zweiten Mal nach 2010 verwendete die deutsche Fußballnationalmannschaft die Sportzone Rungg für die Vorbereitung einer Weltmeisterschaft.

## Jugendarbeit
Der FC Südtirol gilt als Verein mit hervorragender Jugendarbeit, mehrere Spieler wurden bereits in italienische Jugendnationalmannschaften einberufen. Zu den besten Spielern, die der Verein hervorgebracht hat, zählen Michael Cia, Manuel Fischnaller, Michael Bacher, Manuel Scavone und Andrea Seculin. Um die Jugendarbeit besser zu unterstützen, wurde vor wenigen Jahren der AFC Südtirol gegründet.
Die Initiative „FC Südtirol – Miteinander erfolgreich“ will die nach eigenen Angaben etwas angeschlagene Beziehung zu kleineren Südtiroler Vereinen verbessern und zugleich den Grundstein zu einer erfolgreichen Zukunft des Fußballs in der Region legen.
Der Verein ist mit seinen Jugendmannschaften in folgenden Kategorien vertreten:
| Berretti             |
| Nationale A-Jugend   |
| Regionale A-Jugend   |
| Nationale B-Jugend   |
| Regionale B-Jugend   |
| Provinziale B-Jugend |
| Provinziale C-Jugend |
| C-Jugend 9 gegen 9   |
| D-Jugend A und B     |
| VSS U11, U10         |